# セーデル・ハドロット

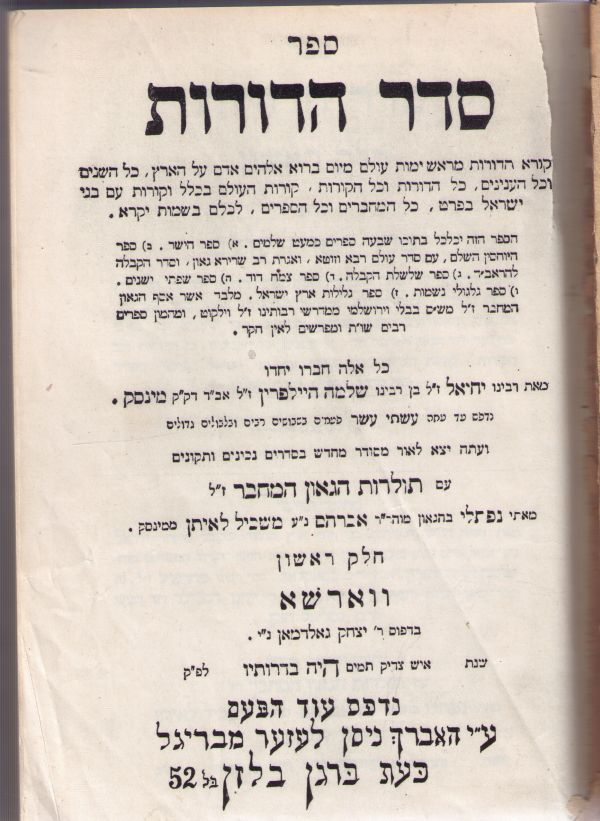
セーデル・ハドロット

セーデル・ハドロット（Seder HaDorot）または世代の書（せだいのしょ、Book of Generations）は、リトアニアのラビであるイェヒエル・ハイルプリン（1660年 - 1746年）によって書かれた本で、複数のヘブライ語の年表や写本の集積としての機能を果たしている、ヘブライ語の年表の作品。 この作品は、全ての事象をユダヤ暦で表している。